# Колотий, Александр Ильич
Александр Ильич Колотий (20 сентября 1920, д. Яминская, Омская губерния, РСФСР — 25 сентября 1982, Москва, СССР) — советский военачальник, генерал-майор (1962). Один из организаторов РВСН СССР.

## Биография
Родился 20 сентября 1920 в деревне Яминская, ныне д. Яминка (Ишимский сельсовет, Чистоозёрный район, Новосибирская область, Россия).
В августе 1937 года призван в РККА Тейковским РВК Ивановской области и направлен для обучения курсантом  в Харьковское бронетанковое училище имени И. В. Сталина. В 1939 году после окончания училища назначен командиром учебного взвода отдельного разведывательного батальона мотострелковой дивизии. 
С октября 1941 года принимает участие в Великой Отечественной войне на должностях -заместителя командира и командира 1-го отдельного   разведывательного батальона 82-й мотострелковой дивизии (с 19 марта 1942 года 3-я гвардейской мотострелковой дивизии) в составе Западного фронта. Принимал участие в битве под Москвой, первой Ржевско-Сычёвской и Ржевско-Вяземской операциях. Член ВКП(б) с 1941 года. 
В июле 1943 года после расформирования дивизии назначен помощником начальника штаба Управления БТ и МВ 2-й гвардейской армии, в составе которой принял участие  в Миусской операции. В августе—сентябре 1943 года армия участвовала в Донбасской стратегической наступательной операции. В конце сентября в ходе Мелитопольской операции её войска вышли к низовьям Днепра и на побережье Чёрного моря. В декабре в составе 4-го Украинского фронта (с 20 октября) после упорных боёв соединения 2-й гвардейской армии ликвидировали плацдарм противника на левом берегу Днепра в районе Херсона. В феврале 1944 года армия передислоцирована в район Перекопского перешейка и в апреле-мае приняла участие в Крымской стратегической операции, в ходе которой во взаимодействии с другими войсками и флотом  освободила Севастополь. В дальнейшем  армия была передислоцирована в район городов Дорогобуж, Ельня. С июля 1944 года в составе 1-го Прибалтийского фронта  части армии принимали участие в Вильнюсской и  Шяуляйской  наступательных операциях. В октябре 1944 года 2 Гв. А. участвовала в Мемельской наступательной операции, а в январе-апреле 1945 года в составе 3-го Белорусского фронта в ходе Восточно-Прусской стратегической операции прорвала долговременную оборону противника, ликвидировала во взаимодействии с другими войсками фронта его окружённые группировки (юго-западнее Кёнигсберга и земландскую группировку). За боевые отличия во время войны майор Колотий был награжден орденами Красного Знамени и Красной Звезды . 
С августа 1945 года по октябрь 1949 года слушатель командного факультета Военной академии бронетанковых и моторизированных войск Советской Армии. Затем начальник курса командного факультета Военной академии, командир полка тяжелой танкосамоходной механизированной дивизии, заместитель командира танковой дивизии и командир  70-й гвардейской мотострелковой дивизии. В 1956 году участвовал в операции «Вихрь» в Венгрии, за что был награжден орденом Красной Звезды.
С 1959 года по 1961 год слушатель основного факультета Военной академии Генерального штаба. В июле 1961 года полковник Колотий назначен командиром 46-й ракетной дивизии (г. Первомайск).
С 23 ноября 1962 года Колотий командир 9-го отдельного ракетного корпуса (г. Хабаровск). В это время в войсках корпуса проводились работы по выбору боевых позиций и постановке ракетных полков на боевое дежурство с ракетами Р-16У, Р-14 и Р-12. Шла подготовка боевых расчетов, строительство боевых стартовых позиций. Первые ракетные полки вступили на боевое дежурство к концу 1962 года, а уже к апрелю 1965 года все ракетные полки в 4-й, 45-й и 47-й ракетных дивизиях заступили на боевое дежурство. Шла передислокация одного из ракетных полков из города Уссурийска в порт Анадырь в сложных условиях Крайнего Севера, он заступил на боевое дежурство в начале 1964 года.  По мере завершения постановки ракетных полков на боевое дежурство в войсках корпуса совершенствуется система боевого управления. Колотий уделяет большое внимание подготовке боевых расчетов командных пунктов, оборудованию боевых постов, на которые внедряются средства малой механизации, табло отображения обстановки, повышающие оперативность управления. Проводится большая работа по наращиванию и совершенствованию учебно-материальной базы в частях и подразделениях. Ведется активная работа по освоению новых боевых графиков пуска ракет с сокращенными временными нормативами. В 1964 году командир корпуса генерал-майор  Колотий провел большую работу  по реорганизации стартовых дивизионов в ракетные полки. В 27-й ракетной дивизии на базе управления и стартовых дивизионов трех ракетных полков формируются семь полков с наземными пусковыми установками Р-16 и один с шахтными ПУ. Уже в 1965 году в составе 45 рд несли боевое дежурство  17 пусковых установок. Выполняя поставленные задачи Колотий стоял у истоков и внес значительный вклад в становление боевой службы РВСН СССР. 
В мае 1965 года назначается заместителем начальника боевой подготовки РВСН. Обладая волевым и твёрдым характером, хорошо проявил себя при проведении учений с ракетными объединениями и соединениями, проверках их боевой готовности. За заслуги в деле организации и укрепления РВСН СССР  был награжден орденами Трудового Красного Знамени и «За службу Родине в Вооружённых Силах СССР».  В 1976 году генерал-майор  Колотий уволен в запас.
Жил в Москве. Умер 25 сентября 1982 года. Похоронен на Донском кладбище в Москве.

## Награды
- орден Красного Знамени (31.03.1943)[5];
- орден Трудового Красного Знамени (1969)[1];
- три ордена Красной Звезды (22.04.1944[6],  1954[7], 1957[1])
- орден «За службу Родине в Вооружённых Силах СССР» 3-й степени (1976)[1]
- медали, в том числе:
  - «За боевые заслуги» (1948)[7];
  - «За оборону Москвы» (29.01.1945)[8];
  - «За победу над Германией в Великой Отечественной войне 1941—1945 гг.» (27.09.1945)[9];
  - «За взятие Кёнигсберга» (1945);
  - «Ветеран Вооружённых Сил СССР» (1976);
  - «За безупречную службу» 1-й степени (1958).